# Џон Гарфилд
Џон Гарфилд (енгл. John Garfield) је био амерички глумац рођен 4. марта 1913. године у Њујорку, а преминуо 21. маја 1952. године у Њујорку.

## Филмографија
| Улоге Џон Гарфилд |                          |               |       |          |
| Година            | Српски назив             | Изворни назив | Улога | Напомена |
| 1942.             | Кварт Тортиља            |               |       |          |
| 1946.             | Поштар увек звони двапут |               |       |          |
| 1947.             | Џентлменски споразум     |               |       |          |